# Emerenciano García Sánchez
Emerenciano García Sánchez (Moros, Zaragoza,1870-Moros, 1947) fue un banquero y político español.

## Reseña biográfica
Cursó estudios en Zaragoza.
Fue recaudador de Contribuciones de la provincia de Zaragoza.
Fue miembro fundador de la Casa de la Banca García y Compañía.
En 1910 participó con su hermano José García Sánchez en la fundación del Banco Zaragozano, siendo elegido Consejero del mismo. Fue Presidente del Banco Zaragozano desde abril de 1917 a enero de 1922.
Fue accionista de la S.Z.U.C. (Sociedad Aragonesa de Urbanismo y Construcción) que llevó a cabo entre otras, las obras de cubrimiento del río Huerva, dando inicio a la Gran Vía de Zaragoza.
Políticamente fue liberal.
Diputado Provincial de Zaragoza en representación del distrito Pilar-La Almunia.
Del 25 de enero de 1913 al 01 de mayo de 1915 fue Presidente de la Diputación Provincial de Zaragoza.
Falleció en 1947.

## Condecoraciones
- Medalla de Oro del Centenario de las Cortes.
- Constitución y Sitio de Cádiz (1912).
- Gran Cruz de la Orden Civil del Mérito Agrícola (1913).
- Gran Cruz con Placa al Mérito Militar de Segunda Categoría.

| Predecesor: Sixto Celorrio Guillén | Presidente de la Diputación Provincial de Zaragoza 25 de enero de 1913 - 01 de mayo de 1915 | Sucesor: Enrique Isabal Pallarés |